# Афрігілі
Афрігілі — штучна мова, створена 1970 року К. А. Кумі Аттобрахом як своєрідна лінгва франка для спілкування нею всіма народами Африки.
Назва мови походить від слів Африка і суахілі — однієї з східноафриканських мов. Її автор — етнічний житель Гани. Під час морської подорожі від Англії до Франції (Кале) 1967 року в нього виникла ідея створити мову, яка могла б бути зрозумілою для людей з різних країн і континентів, що в майбутньому сприяло б розвиткові торгівлі. Це означало, що вона мала б бути легкою у вивченні для африканців.

## Приклади висловів
- Zuri lu… — добрий день
- Zuri zinga… — доброго ранку
- Zuri masa… — доброго дня
- Zuri dani… — доброго вечора
- Zuri bali… — доброї ночі
- Sama papa obeka al dude… — Знайти хороше місце, де можна поїсти